# 美山パーキングエリア
美山パーキングエリア（みやまパーキングエリア）は、鹿児島県日置市東市来町美山元寺脇にある南九州西回り自動車道（鹿児島道路）のパーキングエリアである。本土最南端のパーキングエリアとなっている。
施設にはデザインとして美山の特産である薩摩焼の破片が各所に埋め込まれている。PAの鹿児島側に美山本線料金所が設けられているほか、鹿児島方面のみ出入りすることが可能である美山インターチェンジが併設されている。

## 道路
- E3A 南九州西回り自動車道（鹿児島道路）

## 沿革
- 2002年（平成14年）4月6日 - 市来インターチェンジから伊集院インターチェンジまでの区間が開通したのに伴い供用開始[1]。

## 施設

### 上り線（八代方面）
- 駐車場
  - 大型 5台
  - 小型 10台
- トイレ
  - 男性　大2（和式0・洋式2）・小4
  - 女性　5（和式1・洋式4）
  - 車椅子用　1
- 自動販売機（災害対応型自動販売機）
- 美山インターチェンジ（出口専用）

### 下り線（鹿児島方面）
- 駐車場
  - 大型 5台
  - 小型 10台
- トイレ
  - 男性　大2（和式0・洋式2）・小4
  - 女性　5（和式1・洋式4）
  - 車椅子用　1
- 自動販売機（災害対応型自動販売機）
- 美山インターチェンジ（入口専用）

## 隣
E3A 南九州西回り自動車道（鹿児島道路）
市来IC - 美山IC/PA - (TB)美山TB - 伊集院IC - 松元IC
次のSA/PA
- 下り線：
  - （九州道経由 宮崎・熊本方面）：桜島SA

- 上り線
  - 現在のところ南九州西回り自動車道内にはパーキングエリアはなし。（次は九州自動車道宮原SA）